# Chlorure de platine(IV)
Le chlorure de platine(IV) est le sel inorganique du platine à l'état d'oxydation +4 avec le chlore. Il s'agit d'un solide brun de formule chimique PtCl4.

## Structure
Dans le Pt(IV), les centres métalliques adoptent une géométrie de coordination octaédrique, PtCl6. Cette géométrie est obtenue par la formation d'un polymère dans lequel la moitié des ligands chlorure fait le lien entre les centres métalliques. À cause de sa structure polymérique, le PtCl4 se dissous par la rupture de liaisons avec les ligands chlorure. Dès lors, la réaction du PtCl4 avec de l'acide chlorhydrique donne de l'acide chloroplatinique (H2PtCl6). Les adduits de Pt(IV) formés avec des bases de Lewis de type cis-PtCl4L2 sont connus mais ils se préparent généralement par oxydation à partir de dérivés de Pt(II).

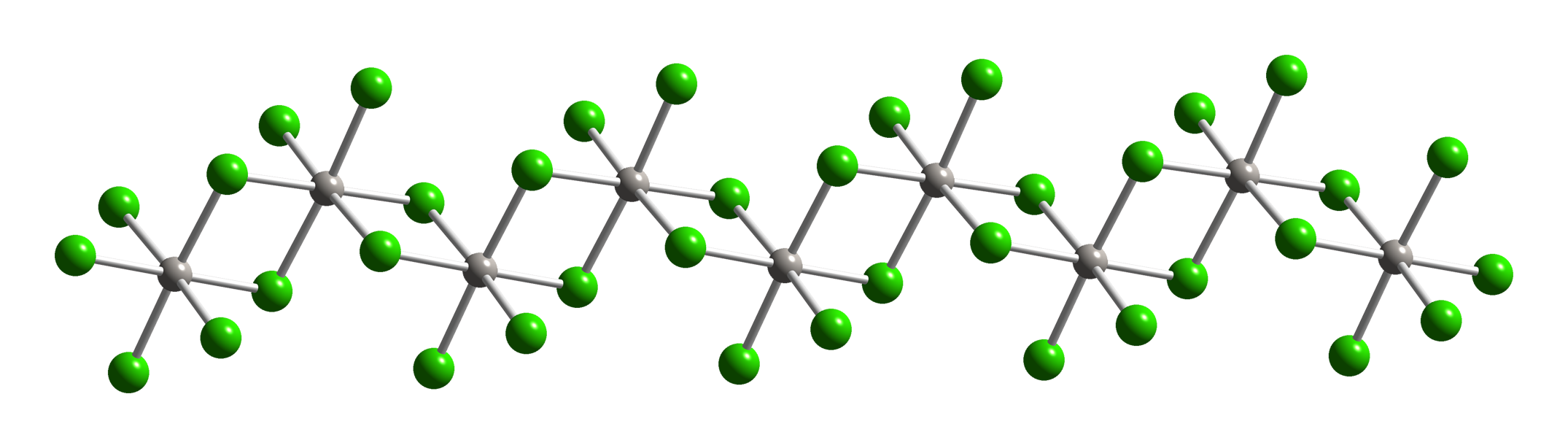
Représentation d'une chaîne de (PtCl4)∞ à partir de la structure cristalline du chlorure de platine(IV)

## Formation et réactions
Le PtCl4 est principalement rencontré dans la manipulation de l'acide chloroplatinique, obtenu par dissolution de platine métallique dans l'eau régale. Le chauffage de H2PtCl6 donne du PtCl4:
H2PtCl6 → PtCl4 + 2 HCl
Si les acides en excès sont éliminés, le PtCl4 cristallise à partir de solutions aqueuses dans de gros cristaux rouges de pentahydrate PtCl4,5(H2O), qui peut être déshydraté par chauffage à environ 300 °C dans un courant de chlore sec. Le pentahydrate est stable et est utilisé comme forme commerciale de PtCl4.
Le traitement du PtCl4 avec une base aqueuse donne l'ion [Pt(OH)6]2−. Avec des réactifs de méthyle de Grignard suivis d'une hydrolyse partielle, le PtCl4 se transforme en amas cuboïde [Pt(CH3)3(OH)]4. Lors du chauffage, PtCl4 dégage du chlore pour donner du PtCl2 :
PtCl4 → PtCl2 + Cl2
Les halogénures plus lourds, PtBr4 et PtI4, sont également connus.